# Apodanthera succulenta
Apodanthera succulenta är en gurkväxtart som beskrevs av Charles Jeffrey. Apodanthera succulenta ingår i släktet Apodanthera och familjen gurkväxter. Inga underarter finns listade i Catalogue of Life.